# Diga di Madra
La diga di Madra è una diga della Turchia. Si trova nella provincia di Balıkesir.